# 발라브바이 파텔

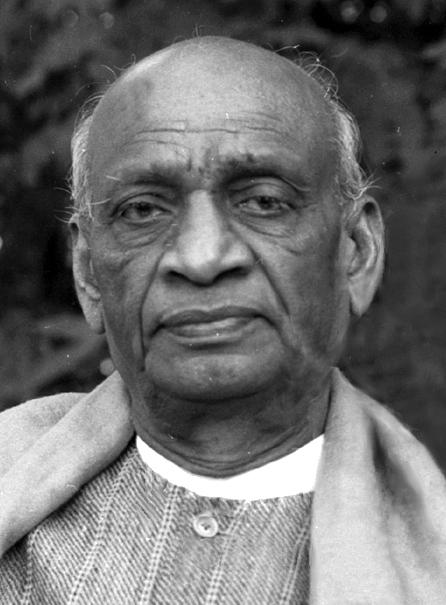

발라브바이 파텔 (1875년 10월 31일 ~ 1950년 12월 15일)은 인도의 정치인으로 초대 부총리를 역임했다. 인도의 변호사이자 인도의 독립을 위한 투쟁에서 주도적인 역할을 하고 통일된 독립 국가로의 통합을 이끌었던 단체인 인도 국민회의의 고위 지도자였다. 그는 인도 국민회의의 보수적인 구성원 중 한 명이었다. 그는 종종 힌디어, 우르두어 및 페르시아어로 "수장"을 의미하는 사르다르(Sardar)라고 불렸다. 그는 인도의 정치적 통합과 1947년 인도-파키스탄 전쟁 동안 내무장관으로 활동했다.
구자라트주 나디아드에서 자랐다. 그는 성공한 변호사였다. 그는 이후 농민들을 조직하여 인도 제국에 대한 비폭력 시민 불복종으로 구자라트에서 가장 영향력 있는 지도자 중 한 명이 되었다.
인도의 초대 내무장관이자 부총리로서 파텔은 파키스탄에서 펀자브와 델리로 피난하는 난민들을 위한 구호 활동을 조직하고 평화 회복을 위해 노력했다. 그는 인도 자치령을 형성한 영국 식민 지역을 새로 독립 국가로 성공적으로 통합하여 통일된 인도를 만드는 작업을 주도했다. 영국의 직접적인 통치하에 있던 그 지방들 외에도, 1947년 인도 독립법에 의해 약 565개의 번왕국들이 영국 종주권에서 해방되었다. 파텔은 거의 모든 번왕국이 인도 공화국에 가입하도록 설득했다.